# École supérieure des sciences et techniques de l'information et de communication de Yaoundé
L'École supérieure des sciences et techniques de l'information et de la communication de Yaoundé (ESSTIC) a été créée en 1970 sous l’appellation d'École supérieure internationale de journalisme de Yaoundé (ESIJY). Elle est installée sur le campus de Ngoa Ekélé et est rattachée à l'université de Yaoundé II.

## Historique

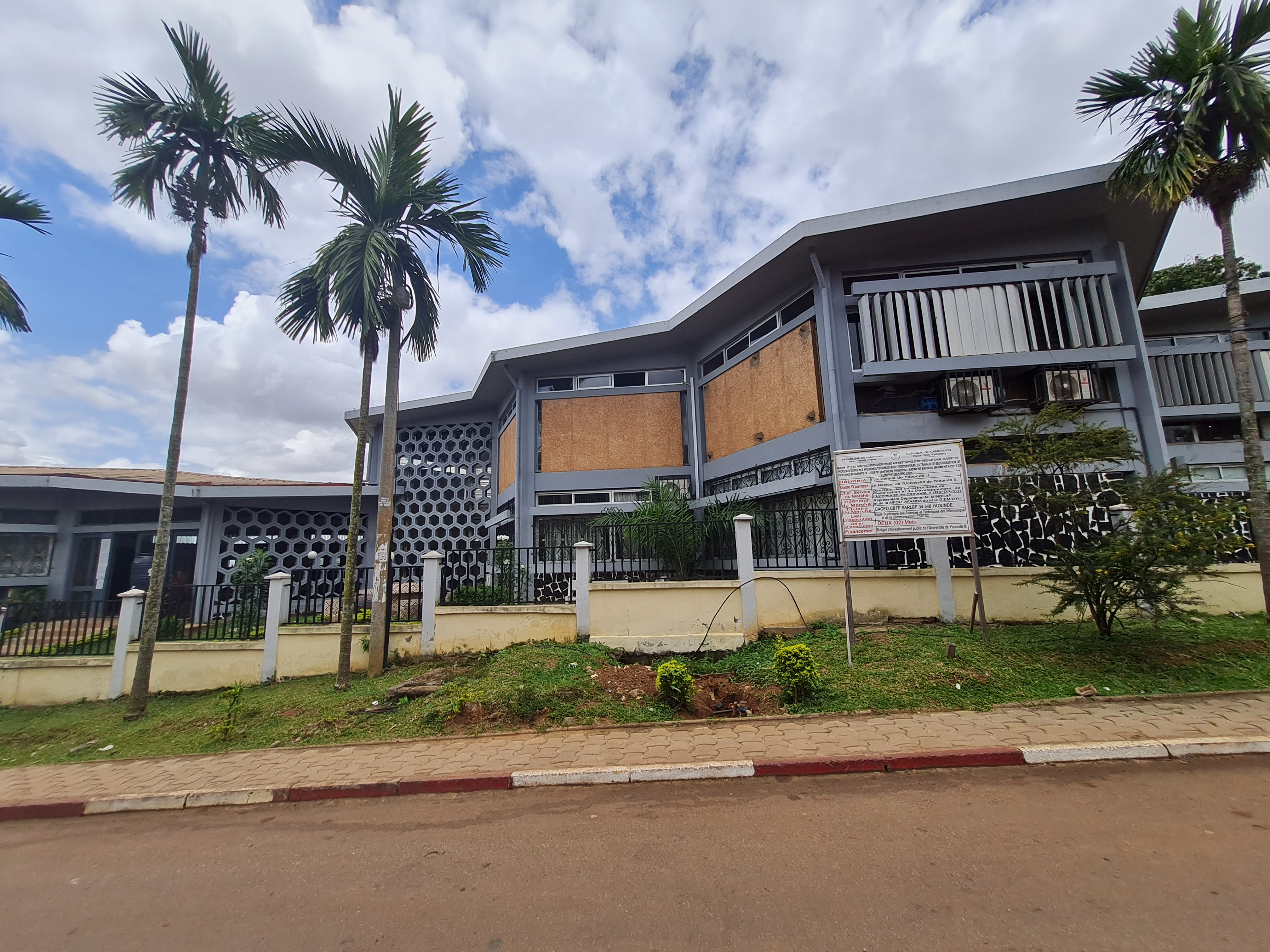
Bâtiment de l'ESSTIC

L'école  est fondée le 17 avril 1970 sous l’appellation d'École supérieure internationale de journalisme de Yaoundé (ESIJY) par Hervé Bourges, en collaboration avec l’Etat camerounais, par décret présidentiel. Six États africains (le Rwanda, la République centrafricaine, le Gabon, le Tchad, en plus du Cameroun) s'associent à cette création en signant une concvention avec l'école. Hervé Bourges en devient également le directeur,.
En 1982, l'ESIJY est nationalisée et devient l'École supérieure des sciences et techniques de l'information (ESSTI). En 1991, l'ESSTI prend en compte le développement des nouveaux métiers de la communication, et adapte son nom en École supérieure des sciences et techniques de l'information et de la communication (ESSTIC).

## Formations
Aujourd'hui, l'ESSTIC forme dans cinq filières à savoir:
- Information documentaire ;
- Journalisme ;
- Publicité ;
- Communication des organisations ;
- Édition et Arts graphiques.

Outre le cycle de licence professionnelle, l'école offre aussi des formations en master professionnel en plusieurs disciplines: 
- Communication et coopération internationale ;
- Communication des entreprises et marketing ;
- Journalisme d’agence virtuelle et multimédia ;
- Ingénierie documentaire et archivistique ;
- un MASTER Recherche en Sciences de l’information et de la communication (SIC)

## Direction
L'actuel directeur de l'ESSTIC est le Pr François Marc MODZOM.

## Anciens étudiants célèbres
- Charles Ndongo
- Denise Epoté
- Osvalde Lewat
- Jacob Foko
- Norbert Zongo
- Christelle Noah